# Costa Rica hívójelkörzetei
Costa Rica hívójelkörzetei igazodnak az ország tartományi határaihoz, egy hívójelkörzetbe egy tartomány tartozik.
Costa Rica számára az ITU a TE, TI hívójelprefixeket határozta meg.

## Costa Rica hívójelkörzetei[1][2][3]
| Prefix | Körzet | Hely/jelleg                           |
| ------ | ------ | ------------------------------------- |
| TE     | [0..8] | Costa Rica                            |
| TE     | 9      | Kókusz-sziget                         |
| TI     | 0      | Klubállomások                         |
| TI     | 1      | Speciális állomások, versenyállomások |
| TI     | 2      | San José                              |
| TI     | 3      | Cartago                               |
| TI     | 4      | Heredia                               |
| TI     | 5      | Alajuela                              |
| TI     | 6      | Limón                                 |
| TI     | 7      | Guanacaste                            |
| TI     | 8      | Puntarenas                            |
| TI     | 9      | Kókusz-sziget                         |

## Lajstromjel
Vízi és légi járművek lajstromjelezéséhez a TI prefixet használják.